# Xã Alcester, Quận Union, South Dakota
Xã Alcester (tiếng Anh: Alcester Township) là một xã thuộc quận Union, tiểu bang Nam Dakota, Hoa Kỳ. Năm 2010, dân số của xã này là 274 người.